# 新海雲台駅
新海雲台駅（シンヘウンデえき）は、大韓民国釜山広域市海雲台区佐洞にある韓国鉄道公社（KORAIL）東海線の駅である。

## 駅構造
島式ホーム2面4線の半地下駅。内側2線は東海電鉄線用ホームとなっている。

### のりば
| 1 | 東海線                | 釜田・ソウル方面 |
| 2 | ●広域電鉄(東海電鉄線) | 釜田方面         |
| 3 | ●広域電鉄(東海電鉄線) | 太和江方面       |
| 4 | 東海線                | 太和江・慶州方面 |

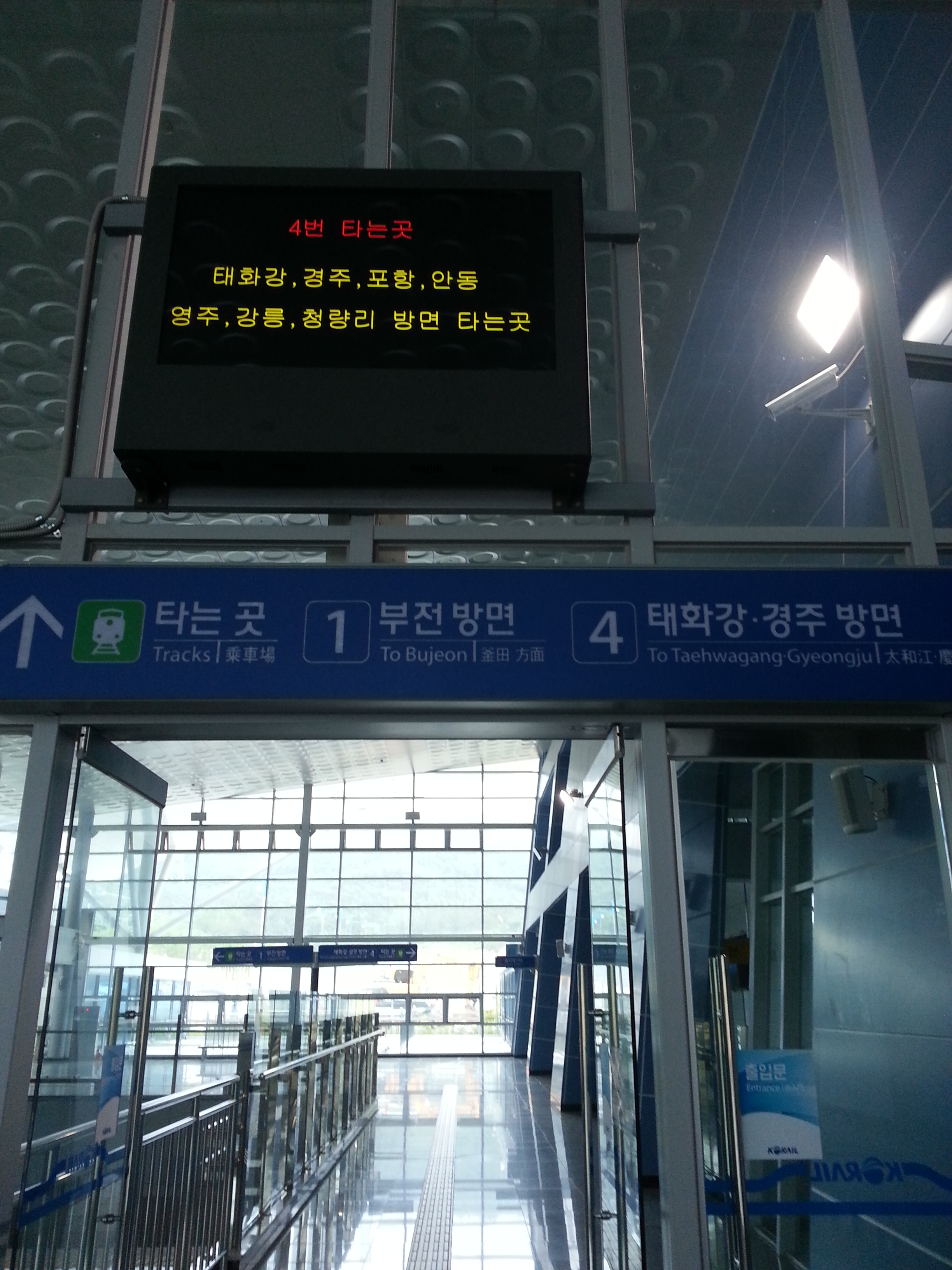
ホーム入口
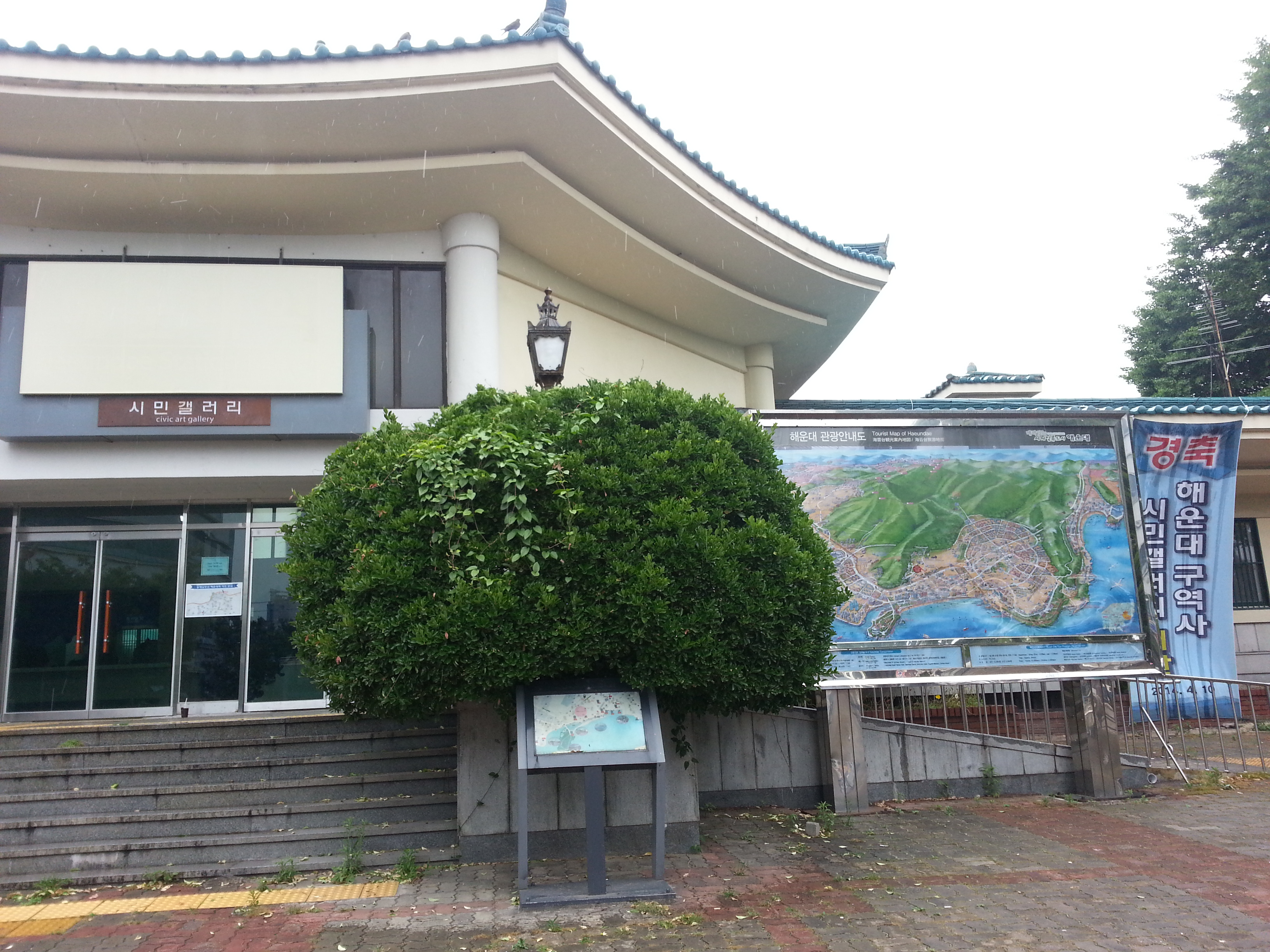
市民ギャラリーとなった旧駅舎

## 歴史
- 1934年7月16日 - 海雲台駅（해운대역）として開業（釜山鎮起点18.9km）。当初は現在よりも南西、釜山都市鉄道2号線海雲台駅に隣接する位置にあった。
- 1987年11月4日 - 旧駅舎竣工。
- 2013年12月2日 - 東海南部線電鉄化工事に伴う新線への切り替えにより、北東に約3km移転（釜山鎮起点20.8km）。
- 2016年
  - 4月29日 - 国土交通部告示により新海雲台駅（英語表記はShin-Haeunde）に改称、また路線も東海線に編入（施行は広域電鉄開業時）。[1]
  - 12月9日 - ダイヤ改正で釜田駅経由・ソウル直通のITX-セマウル運行開始。
  - 12月29日 - 当駅で広域電鉄開業式典[2]。
  - 12月30日 - 新海雲台駅へ正式改称とともに距離変更（釜山鎮起点19.9km）、東海電鉄線運行開始[1]。
- 2017年12月18日 - 国土交通部、第2016年-224号での英語表記変更告示（Shin-Haeundae→Sinhaeundae）。これにより開業後のKorailの表記を追認する形となった[3]。

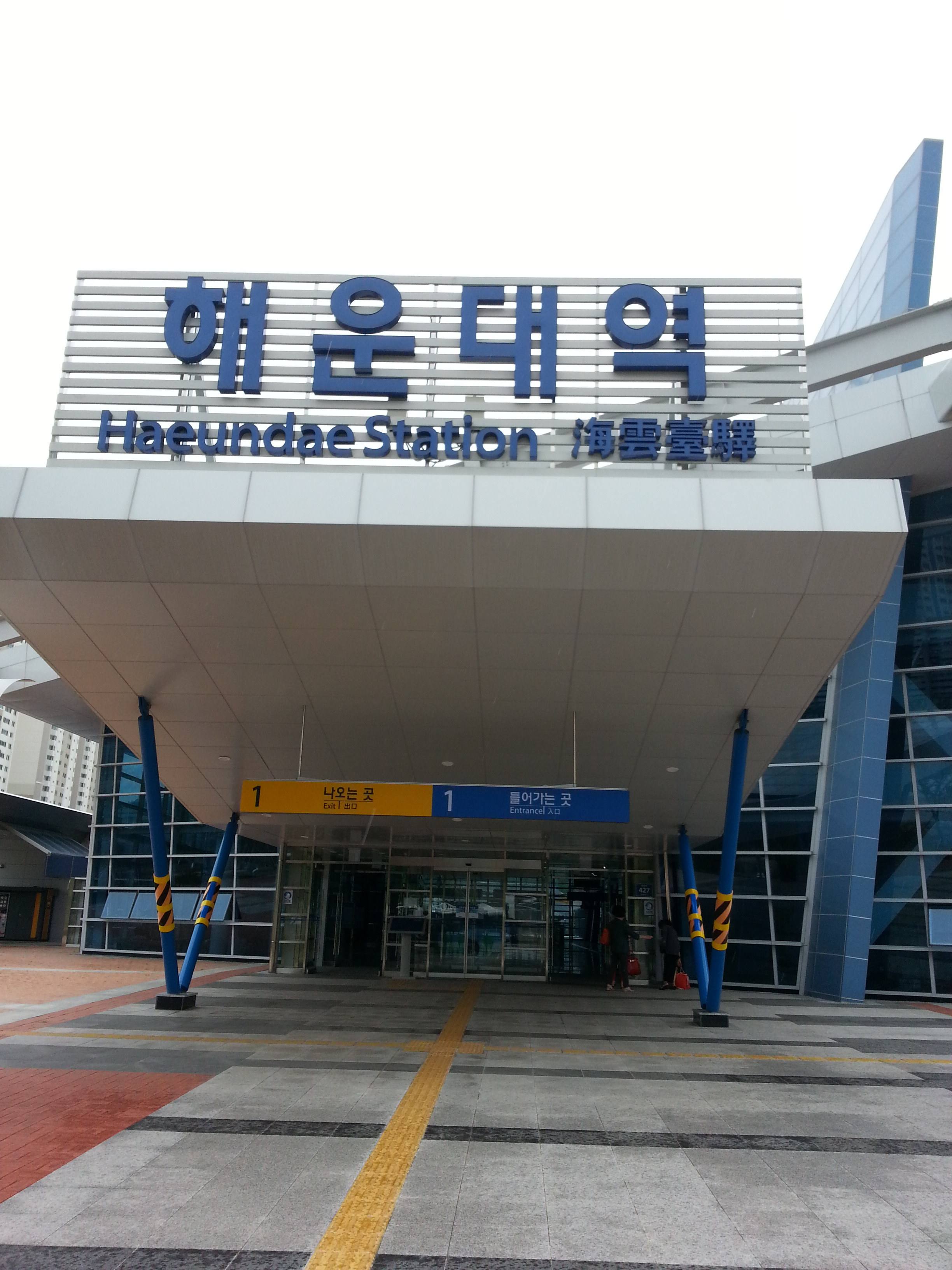
改称前の駅舎
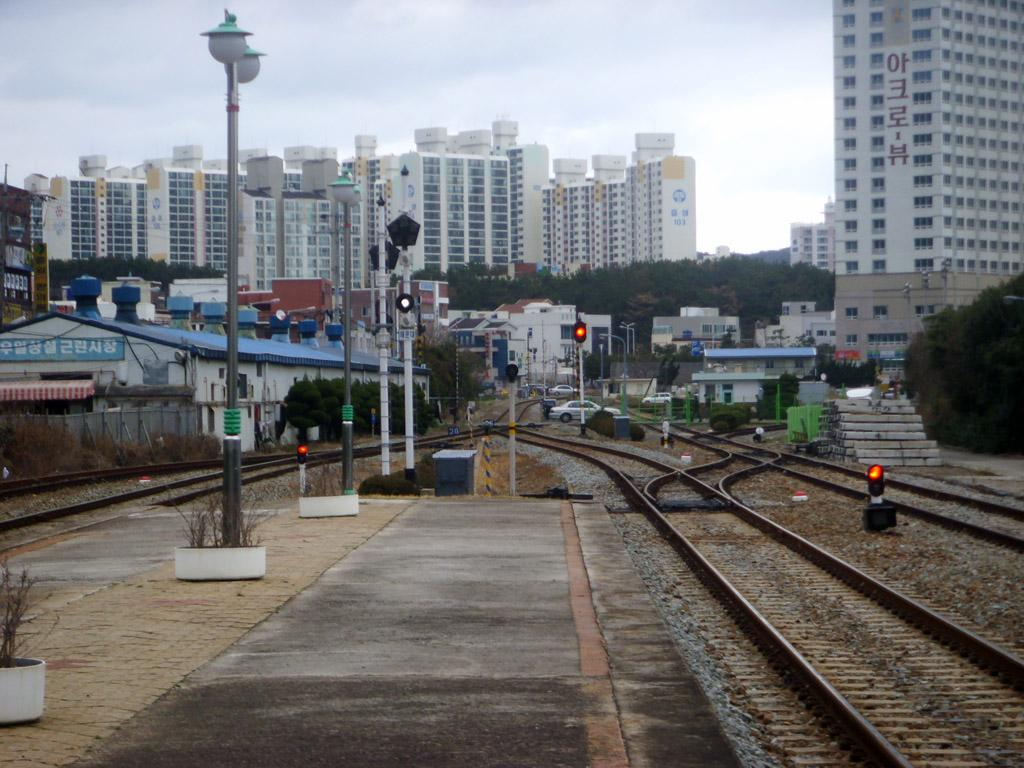
移転前のプラットフォーム

## 駅周辺
- 釜山広域市海雲台教育支援庁
- 釜山銀行 佐洞支店
- 海雲台図書館
- 佐4洞住民センター
- 佐洞地区隊
- 佐洞初等学校
- 上党初等学校
- 上党中学校
- 養雲高等学校
- 国軍釜山病院

## 隣の駅
韓国鉄道公社
東海線
ITX-セマウル
釜田駅 - 新海雲台駅
ムグンファ号
センタム駅 - 新海雲台駅 - 機張駅
●東海電鉄線
BEXCO駅 - 新海雲台駅 - 松亭駅